# Shetlandsöarnas flagga
Shetlandsöarnas flagga skapades 1969 av Roy Grønneberg och Bill Adams. Från början skapades den för att markera 500-årsdagen sedan Shetlandsöarna överlämnades från Norge till Skottland.
Den erkändes av Lord Lyon King of Arms, det skotska riksheraldikerämbetet, den 1 februari 2005, strax före de internationella öspelen i juli 2005 på Shetlandsöarna. Flaggan antogs officiellt av Shetlandsöarnas kommunfullmäktige den 13 december 2006.
Flaggans färger ska vara identiska med Skottlands flagga men flaggans utformning är format som en nordisk korsflagga. Detta för att markera Shetlandsöarnas nordiska historia och dess kulturella band med Norden.